# Zilveren vijftigje
Het zilveren vijftigje of 50 guldenstuk, 50 gulden, 50 guldenmunt of zilveren knoepert was een muntstuk dat van 1982 tot 1998 geslagen werd en tot 2002 wettig Nederlands betaalmiddel was.
Voor het uitgeven van herdenkingsmunten werd in 1981 gedacht aan het creëren van een of meer muntstukken met een zodanig hoge nominale waarde en in een zodanige uitvoering, dat aangenomen mocht worden dat deze munten niet feitelijk als betaalmiddel zouden gaan fungeren maar wel officieel als wettig betaalmiddel zouden worden erkend.
In 1982 werd het eerste bod gedaan om een zilveren 50 guldenstuk (925/1000) te gaan slaan en werd direct geaccepteerd. Tussen 1982 en 1998 zijn er negen verschillende zilveren vijftigjes uitgebracht, waarbij de aanleiding steeds lag in de sfeer van feestelijke momenten van bijzondere nationale betekenis of van evenementen rond het Koninklijk Huis.

## 50 guldenmunt 1982
- Thema: Ter gelegenheid van 200 jaar samenwerking tussen Nederland en de Verenigde Staten van Amerika.
- Voorzijde: Hoofd van koningin Beatrix naar links.
- Keerzijde: Gestileerde voorstelling kop Nederlandse Leeuw en kop Amerikaanse adelaar.
- Metaal: zilver 925/1000
- Gewicht: 25,00 gram
- Diameter ø: 38 millimeter
- Kwaliteit: U.N.C, F.D.C, Prooflike
- Cataloguswaarde: U.N.C 40,- / F.D.C 50,- / Proof 60,- (in euro)
- Nominale waarde: ƒ 50
- Ontwerp: Eric Claus
- Muntmeesterteken: Hamer + Aambeeld
- Oplage: Max. 240.000 (niets omgesmolten)
- Randschrift: God zij met ons

## 50 guldenmunt 1984
- Thema: Ter gelegenheid van het 400e sterfjaar van Willem van Oranje.
- Voorzijde: Hoofd van koningin Beatrix naar links.
- Keerzijde: Handtekening Willem van Oranje.
- Metaal: zilver 925/1000
- Gewicht: 25,00 gram
- Diameter ø: 38 millimeter
- Kwaliteit: circulatiemunt, U.N.C, F.D.C en PROOF
- Cataloguswaarde: U.N.C. € 30 / F.D.C. € 34 / Proof € 36

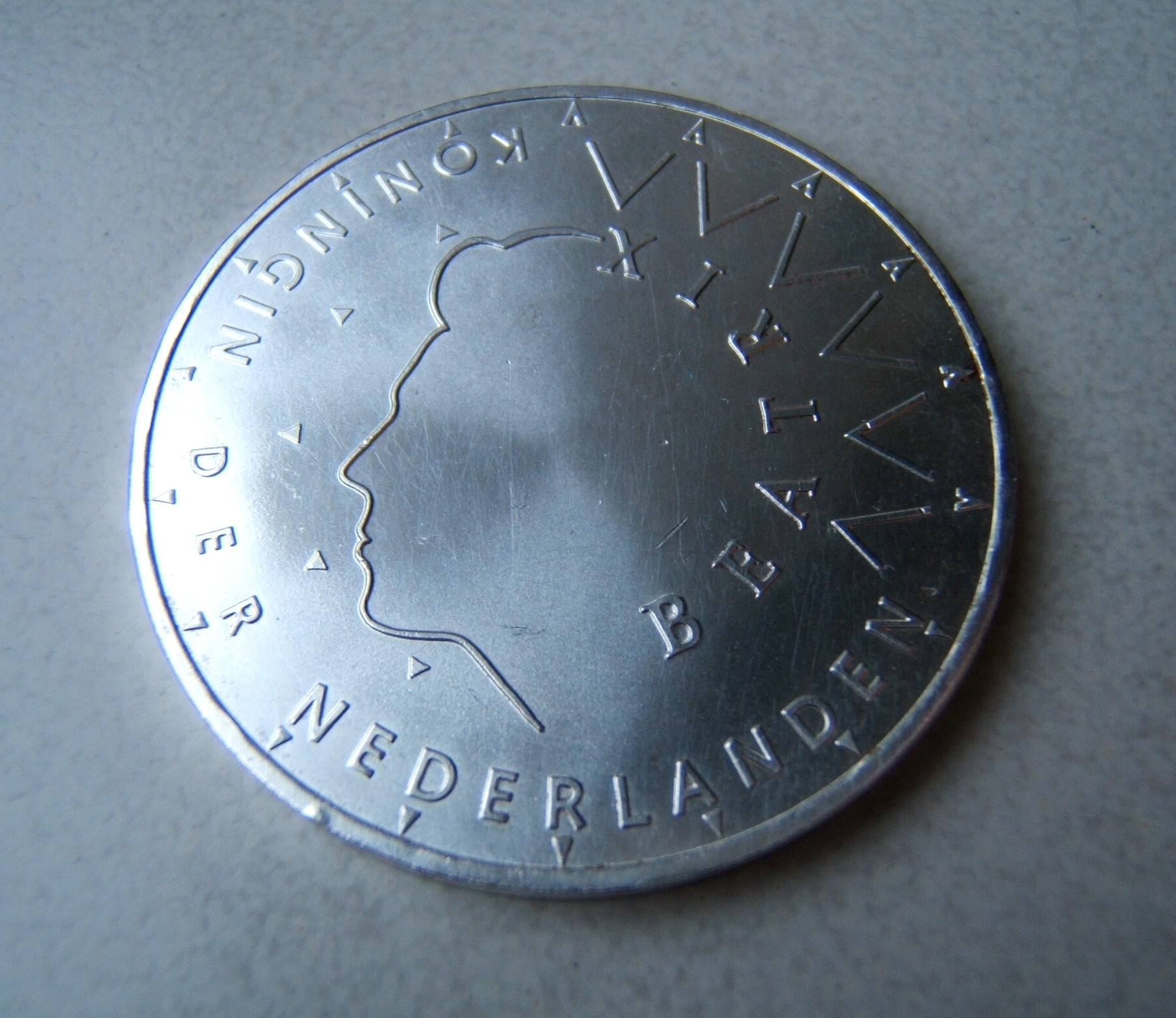
Juliana & Bernhard 50 jaar, kopzijde

- Nominale waarde: ƒ 50
- Ontwerp: A. de Vries
- Muntmeesterteken: Hamer + Aambeeld
- Oplage: Max. 1.172.801* (± 150.000) (*waarvan 145.000 ontmunt)
- Randschrift: God zij met ons

## 50 guldenmunt 1987
- Thema: Ter gelegenheid van het gouden huwelijksjubileum van prinses Juliana en prins Bernhard 1937-1987.
- Voorzijde: Gezichtsprofiel van koningin Beatrix naar links.
- Keerzijde: Jaartal, 50 jaar, nominale waarde links. Gezichtsprofielen prinses Juliana en prins Bernhard rechts.
- Metaal: zilver 925/1000
- Gewicht: 25,00 gram
- Diameter ø: 38 millimeter
- Kwaliteit: circulatiemunt, U.N.C, F.D.C en PROOF
- Cataloguswaarde: U.N.C 30,- / F.D.C 35,- / Proof 40,- (in euro)
- Nominale waarde: ƒ 50
- Ontwerp: G. Hadders
- Muntmeesterteken: Hamer + Aambeeld
- Oplage: Max. 1.633.294 (waarvan 535.000 ontmunt)
- Randschrift: God zij met ons

## 50 guldenmunt 1988
- Thema: Ter gelegenheid van het 300e huwelijksjaar van stadhouder-koning Willem III en Maria II van Engeland 1689-1982.
- Voorzijde: Hoofd koningin Beatrix naar links.
- Keerzijde: Borstbeeld van stadhouder-koning Willem III en Maria II van Engeland 1689-1982.
- Metaal: zilver 925/1000
- Gewicht: 25,00 gram
- Diameter ø: 38 millimeter
- Kwaliteit: circulatiemunt, U.N.C, F.D.C. en Proof
- Cataloguswaarde: U.N.C 30,- / F.D.C 40,- / Proof 45,- (in euro)
- Nominale waarde: ƒ 50
- Ontwerp: K. Martens
- Muntmeesterteken: Hamer + Aambeeld
- Oplage: Max. 989.000  (waarvan ca. 235.000 ontmunt)
- Randschrift: God zij met ons

## 50 guldenmunt 1990
- Thema: Ter gelegenheid van 100 jaar vorstinnenregering over Nederland.
- Voorzijde: Computerontwerp gezichtsprofiel koningin Beatrix naar links.
- Keerzijde: Gezichtsprofiel koningin Emma, koningin Wilhelmina, koningin Juliana en koningin Beatrix.
- Metaal: zilver 925/1000
- Gewicht: 25,00 gram
- Diameter ø: 38 millimeter
- Kwaliteit: circulatiemunt, U.N.C, F.D.C en PROOF
- Cataloguswaarde: U.N.C 30,- / F.D.C 45,- / Proof 55,-
- Nominale waarde: ƒ 50
- Ontwerp: P. Struycken
- Muntmeesterteken: Pijl + Boog
- Oplage: Max. 885.000 (waarvan ca. 210.000 ontmunt)
- Randschrift: God zij met ons

## 50 guldenmunt 1991
- Thema: Ter gelegenheid van het zilveren huwelijksjubileum tussen koningin Beatrix en prins Claus 1966-1991.
- Voorzijde: Half gezichtsprofiel van koningin Beatrix naar links.
- Keerzijde: Half gezichtsprofiel van prins Claus naar links in lijnenpatroon.
- Metaal: zilver 925/1000
- Gewicht: 25,00 gram
- Diameter ø: 38 millimeter
- Kwaliteit: circulatiemunt, F.D.C en PROOF
- Nominale waarde: ƒ 50
- Ontwerp: W. van Zoetendaal
- Muntmeesterteken: Pijl + Boog
- Oplage: Max. 682.000 (waarvan ca. 60.000 ontmunt)
- Randschrift: God zij met ons

## 50 guldenmunt 1994
- Thema: Ter gelegenheid van het Verdrag van Maastricht.
- Voorzijde: Hoofd koningin Beatrix naar links.
- Keerzijde: 50 G Verdrag van Maastricht in lint, twaalf sterren.
- Metaal: zilver 925/1000
- Gewicht: 25,00 gram
- Diameter ø: 38 millimeter
- Kwaliteit: circulatiemunt, F.D.C en PROOF
- Nominale waarde: ƒ 50
- Ontwerp: M. Röling
- Muntmeesterteken: Pijl + Boog
- Oplage: Max. 603.000 (waarvan ca. 170.000 ontmunt)
- Randschrift: God zij met ons

## 50 guldenmunt 1995
- Thema: Ter gelegenheid van 50 jaar Nederlandse bevrijding van de Tweede Wereldoorlog.
- Voorzijde: Portret koningin Beatrix driekwart gewend naar links.
- Keerzijde: Tekst: 50 G Vijftig Jaar Bevrijding
- Metaal: zilver 925/1000
- Gewicht: 25,00 gram
- Diameter ø: 38 millimeter
- Kwaliteit: circulatiemunt, F.D.C en PROOF
- Nominale waarde: ƒ 50
- Ontwerp: G. Unger
- Muntmeesterteken: Pijl + Boog
- Oplage: Max. 735.000 (waarvan ca. 220.000 ontmunt)
- Randschrift: God zij met ons

## 50 guldenmunt 1998
- Thema: Ter gelegenheid van 350 jaar van de Vrede van Münster.
- Voorzijde: Hoofd koningin Beatrix naar links.
- Keerzijde: Incusum weergave van voorzijde. Tekst: Vijftig Gulden ◊ De vrede klinkt van hier de gehele wereld door ◊ Münster 1648
- Metaal: zilver 925/1000
- Gewicht: 25,00 gram
- Diameter ø: 38 millimeter
- Kwaliteit: circulatiemunt, F.D.C en PROOF
- Nominale waarde: ƒ 50
- Ontwerp: H. van Houwelingen
- Muntmeesterteken: Pijl + Boog
- Oplage: Max. 490.000 (waarvan ca. 180.000 ontmunt)
- Randschrift: God zij met ons

Sinds 28 januari 2002 is de 50 gulden vanaf 1982-1998 geen wettig betaalmiddel meer.
Gulden herdenkingsmunten:

Dubbelkop 1980 · Unie van Utrecht · Voetbalvijfje

Nederlandse euro-herdenkingsmunten:

herdenkingsmunten van € 2: Erasmusmunt · Dubbelkop Beatrix-Willem-Alexander · 200 jaar koninkrijk

meerwaardeherdenkingsmunten:

Zilveren vijfjes: Vincent van Gogh Vijfje · Europamunt · Koninkrijksmunt · Vredes Vijfje · Belasting Vijfje · Australië Vijfje · Rembrandt Vijfje · Michiel de Ruyter Vijfje · Architectuur Vijfje · Manhattan Vijfje · Japan Vijfje · Max Havelaar Vijfje · Waterland Vijfje · Schilderkunst Vijfje · Muntgebouw Vijfje · WNF Vijfje · Tulpen Vijfje · Beeldhouwkunst Vijfje · Grachtengordel Vijfje · Vrede van Utrecht Vijfje · Rietveld Vijfje · Vredespaleis Vijfje · De Nederlandsche Bank Vijfje · Van Nelle Vijfje · Waterloo Vijfje · Wadden Vijfje · Jheronimus Bosch Vijfje · Stelling van Amsterdam Vijfje · Johan Cruijff Vijfje · Fanny Blankers-Koen Vijfje · Schokland Vijfje · Wageningen Universiteit Vijfje · Luchtvaart Vijfje · Beemster Vijfje · Market Garden Vijfje · Jaap Eden Vijfje

Zilveren tientjes: Huwelijksmunt · Geboortemunt · Jubileummunt · Koningstientje · Verjaardagstientje
Caribisch Nederland: BES-dollar (2011, 2013)